# Факультет математики НИУ ВШЭ
Факультет математики (ФМ) Национального исследовательского университета «Высшая школа экономики» был основан в 2008 году совместно Высшей школой экономики (ВШЭ) и Независимым Московским университетом (НМУ).  В его состав входят две программы бакалавриата: «Математика» и «Совместный бакалавриат НИУ ВШЭ и ЦПМ» и три программы магистратуры: «Математика» (на английском языке), «Математика и математическая физика» и «Совместная магистратура НИУ ВШЭ и ЦПМ». Уже после создания факультета к команде присоединились  зарубежные специалисты, включая исследователей из США, Японии, Канады, Франции, Великобритании и др. ФМ имеет совместные кафедры с известными научно-исследовательскими институтами Российской академии наук: МИАН им. В.А. Стеклова, ИППИ им. Харкевича, Физическим институтом им. Лебедева. С ФМ связаны четыре международные исследовательские группы, так называемые лаборатории: Лаборатория алгебраической геометрии и ее приложений, Лаборатория теории представлений и математической физики, Лаборатории кластерной геометрии и Лаборатория зеркальной симметрии и автоморфных форм.

## История
В 2007 году администрация НИУ ВШЭ обратилась в Независимый Московский университет (НМУ) с предложением войти в состав НИУ ВШЭ в качестве одного из факультетов. Хоть это предложение в его первоначальной форме было отклонено, НМУ решил помочь в создании нового факультета математики. В частности, в 2008 году несколько профессоров НМУ были приняты на работу в ВШЭ и сформировали первоначальный профессорско-преподавательский состав. Весь дальнейший набор проводился через открытые международные конкурсы. В сентябре 2008 года ФМ пригласил первых студентов-бакалавров.
Идея ФМ заключалась в том, чтобы создать первый в бывшем СССР факультет математики, конкурентоспособный на международном уровне в следующем смысле:
- Условия трудоустройства (в том числе диапазон заработной платы и финансирование исследований) должны быть привлекательными для математиков из развитых стран;
- Применение гибридной стратегия обучения, сочетающей систему Константинова и лучшие практики ведущих западных математических факультетов (такие как учебные ассистенты,[7] кумулятивная схема оценивания, внешняя оценка владения английским языком, и др.).
- Наследование основных положительных черт НМУ, а именно совмещение учебы и исследований, преподавание современной математики, высокий уровень как профессорско-преподавательского состава, так и студентов.

В 2010 году ФМ запустил программы магистратуры по математике и аспирантуры по математической логике, алгебре и теории чисел, в каждой их которых обучалось около 10 студентов.  Все студенты, принятые на программы, окончили вузы, отличные от ВШЭ. В 2011 году было принято решение сделать программу магистратуры по математике международной с преподаванием на английском языке и создать новую программу магистратуры «Математическая физика» на русском языке, которую возглавил Игорь Кричевер. В 2010 г. ВШЭ выиграла «мегагрант» от Минобрнауки России, и организовала исследовательскую группу «Лаборатория алгебраической геометрии и ее приложений» под научным руководством Федора Богомолова (Курантовский институт математических наук, Нью-Йорк, США). Лаборатория продолжает вести свою научную деятельность, однако с 2015 года полностью финансируется университетом.
Три кафедры (алгебры, дискретной математики, геометрии и топологии) существовали с основания факультета, но их упразднили в 2011 г. Между тем, в 2011 г. по соглашению с Математическим институтом им. В. А. Стеклова РАН на ФМ была создана совместная с Институтом им. В. А. Стеклова кафедра. В 2012 г. аналогичное соглашение было принято с Институтом проблем передачи информации им. Харкевича РАН, а в 2014 г. – с Физическим институтом им. П.Н. Лебедева РАН.
В 2014 году была основана Международная лаборатория теории представлений и математической физики. Научный руководитель лаборатории – Андрей Окуньков (Колумбийский университет, Нью-Йорк, США). Решение об открытии этого исследовательского подразделения было принято в результате конкурса, проводимого НИУ ВШЭ, аналогичного конкурсу «мегагрантов» правительства РФ. В 2016 году ВШЭ выиграла еще один «мегагрант» на создание Международной лаборатории зеркальной симметрии и автоморфных форм под научным руководством Людмила Кацаркоа (Венский университет, Университет Майами).

### Деканы факультета
- 2008 – апрель 2015: Сергей Константинович Ландо
- Апрель 2015 г. – сентябрь 2020 г.: Владлен Анатольевич Тиморин
- с сентября 2020 года: Александра Сергеевна Скрипченко.[11]

## Текущее состояние
На факультете математики работает более 70 человек. Если учитывать исследователей из четырех связанных исследовательских подразделений, то размер академического коллектива составит около 120 человек. Значительная часть этих людей работает неполный рабочий день. Более десяти преподавателей/исследователей, связанных с ФМ, были приглашены для выступлений на Международном конгрессе математиков.
ФМ поддерживает международные партнерские отношения с Политехнической школой, Киотским университетом, Лейденским университетом, Токийским университетом, Высшей нормальной школой, Нантским университетом, Люксембургским университетом, Университетом Стоуни Брук. Также факультет не теряет тесную связь с Независимым Московским университетом. Многие преподаватели ФМ также ведут профильные курсы в НМУ. Формально существуют следующие совместные проекты НИУ ВШЭ и НМУ:
- Московский математический журнал, один из наиболее цитируемых российских математических журналов. В 2014 году у Московского математического журнала был самый высокий рейтинг SCImago Journal Rank среди всех российских журналов.[12]
- Math in Moscow, программа обучения для иностранных студентов.

## Международный экспертный совет
В состав Международного консультативного совета ФМ входят видные математики (Пьер Делинь, Сергей Фомин, Тэцудзи Мива, Никита Некрасов, Станислав Смирнов) и декан факультета (по должности). В основные задачи совета входит оценка академической успеваемости факультета, а также его образовательной и исследовательской политики. В его первоначальный состав входил Андрей Окуньков, который в 2015 году начал работать на факультете и поэтому был заменен Никитой Некрасовым.
Образованный в 2012 г. совет составил первый отчет в 2012 г. и дал свою оценку в 2013 г. В целом оценка положительная:
За 5 лет с момента создания [Факультета математики] НИУ ВШЭ стала ведущим российским высшим учебным заведением в области чистой математики. Больше всего нас впечатлила программа бакалавриата факультета, которая, по нашему мнению, является одной из лучших в мире. В настоящее время факультет привлекает сильнейших школьников и студентов-математиков России, предлагая им сложную и тщательно разработанную учебную программу.— Report of the International Advisory Board (П. Делинь, С. Фомин, Т. Мива, А. Окуньков, С. Смирнов)
Однако были сделаны также некоторые критические замечания. Среди них:
- Выпускные программы ФМ все еще находились в зачаточном состоянии и нуждались в доработке.
- Недостаточная представленность некоторых областей математики (в частности, анализа).
- Схемы найма и продвижения по службе нуждались в корректировке.
- Недостаток места в здании факультете.

Следуя рекомендациям совета, ФМ переехал в новое (большее) здание. Администрация факультета также заявила, что изменила образовательные программы по предложению совета. Однако в 2015 году группа студентов пожаловалась на то, что учебные планы по-прежнему имеют серьезные недостатки.
В 2016 году ФМ подал второй отчет в Международный экспертный совет.

## Известные преподаватели
Федор Богомолов – заведующий лабораторией алгебраической геометрии НИУ ВШЭ) один из создателей теории гиперкелеровых многообразий.
Борис Фейгин – ординарный профессор, известный специалист в области теории представлений.
Юлий Ильяшенко – профессор-исследователь, научный руководитель магистерской программы по математике, ректор Независимого Московского университета, автор результата о конечности числа предельных циклов полиномиального векторного поля на плоскости.
Игорь Кричевер – создатель и бывший научный руководитель магистерской программы по математике и математической физике, ранее декан факультета математики Колумбийского университета, глава Центра перспективных исследований Сколтеха.
Андрей Окуньков – научный руководитель Международной лаборатории теории представлений и математической физики НИУ ВШЭ, обладатель Филдсовской медали 2006 г., почетный член Американской академии искусств и наук.
Виктор Васильев – заведующий объединенной кафедрой МИАН и Факультета математики НИУ ВШЭ, президент Московского математического общества, создатель теории инвариантов конечных типов.
Михаил (Миша) Вербицкий – профессор, выдающийся математик, широко известный в России как неоднозначный критик и политический деятель.
Богачёв Владимир Игоревич – профессор, крупный специалист в области теории меры, теории вероятностей, бесконечномерного анализа и уравнений с частными производными. 

## Выпускники
Большинство выпускников продолжают свое образование в магистратуре или аспирантуре. Около четверти всех выпускников были приняты на программы PhD зарубежных университетов: Гарвардского университета, Колумбийского университета, Массачусетского технологического института, Университета Торонто, Йельского университета, Принстонского университета, ETH Zurich и др. Те, кто выбрал промышленную занятость, работают в сферах финансов, страхования, информационных технологий и других. Выпускники НИУ ВШЭ также работают в сфере образования, в том числе в лучших московских математических школах (2, 57, 179).

## Внешние ссылки
- Факультет математики НИУ ВШЭ
- Лаборатория Богомолова
- Math in Moscow
- Московский математический журнал